# William Gropper

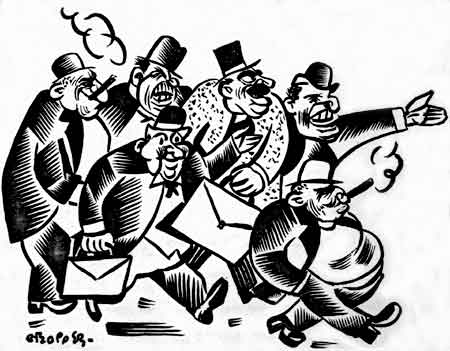
Een politiek cartoon van William Gropper

William Gropper (New York, 3 december 1897 - aldaar, 6 januari 1977) was een Amerikaans cartoonist en kunstenaar. Tijdens zijn leven had hij vooral veel sympathie voor het socialisme.

## Leven
In 1912/13 studeerde hij aan het New York School of Fine and Applied Arts, waar hij onder ander les kreeg van Robert Henri (realisme) en George Bellows (cartoonist). Een jaar later werd hij betrokken bij de Ashcan School, een groep socialistische kunstenaars. Tijdens zijn studie werkte hij ook nog voor tijdschriften als de  New York Tribune en Rebel Worker. Zijn cartoons gingen vaak over stakingen en over het onrecht in Amerika. Gropper overleed in 1977 aan een hartinfarct.

## William Gropper’s America its folklore
Na de Tweede Wereldoorlog werd Gropper verdacht van het verspreiden van communistische propaganda. In 1946 publiceerde hij namelijk een map met daarop hoe hij de Amerikaanse wereld zag. Op deze map bevinden zich bekende rovers, zoals (Jesse James), mythes, missionarissen en volksverhalen. Hoewel het cartoon een onschuldig samenraapsel liet zien, dacht de senator Joseph McCarthy er echter anders over. Volgens hem was het gebaseerd op het communisme. In mei 1953 werd Gropper voorgeleid voor de rechter, maar deze rechtszaak liep op niets uit, want Gropper weigerde te spreken. Na de hoorzitting zei hij later in een interview: Ik hou niet van labels. Ik ben geïnteresseerd in de mensheid. De mensen creëren de landschap in mijn werk. Ik vecht waar het verkeerd gaat.
De rechtszaak had geleid dat hij op een zwarte lijst kwam te staan. Dit hield in dat hij een tijdelijke ontzegging kreeg voor het publiceren van zijn kunst.